# Сумерки богов (анимационный сериал)
«Сумерки богов» (англ. Twilight of the Gods) — американский фэнтезийный анимационный сериал для взрослых на основе скандинавской мифологии, созданный Заком Снайдером и Джеем Олива. Премьера всех восьми эпизодов состоялась на стриминговой платформе Netflix 19 сентября 2024 года.

## Сюжет
В небольшой деревне король и королева викингов собираются праздновать свадьбу. На свадьбе происходит некое трагическое событие, после чего Сигрид (невеста) жаждет мести. Она собирает с собой группу, включающую в себя провидца и гнома, и отправляется в путешествие с целью найти бога и отомстить ему.

## Персонажи
- Сигрид (англ. Sigrid, озвучена Сильвией Хукс)
- Лейф (англ. Leif, озвучен Стюартом Мартином)
- Тор (англ. Thor, озвучен Пилу Асбеком)
- Один (англ. Odin, озвучен Джоном Ноублом)
- Локи (англ. Loki, озвучен Патерсоном Джозефом)
- Эгилль (англ. Egill, озвучен Рахулом Коли)
- Сеид-Кона (англ. Seid-Kona, озвучена Джейми Клейтон)
- Андвари (англ. Andvari, озвучен Кристофером Хивью)
- Ульфр (англ. Ulfr, озвучен Петером Стормаре)
- Хель (англ. Hel, озвучена Джейми Чон)
- Инге (англ. Inge, озвучена Лорен Коэн)
- Храфнкель (англ. Hrafnkel, озвучен Кори Столлом)
- Сандраудига (англ. Sandraudiga, озвучена Джессикой Хенвик)

## Производство
В июле 2019 года стало известно, что Зак Снайдер и Джей Олива создадут для Netflix анимационный сериал, основанный на скандинавской мифологии. В июне 2021 года было объявлено название сериала — «Сумерки богов» — а также анонсированы актёры озвучивания: Сильвия Хукс, Стюарт Мартин, Пилу Асбек, Джон Ноубл, Патерсон Джозеф, Рахул Коли, Джейми Клейтон, Кристофер Хивью, Петер Стормаре, Джейми Чон, Лорен Коэн, Кори Столл и Джекссика Хенвик.
Разработкой анимации занимаются компании Stone Quarry Animation, KRAKN Animation и Xilam Animation. Сериал разрабатывается в формате рисованной (2D) анимации.
В марте 2023 года Зак Снайдер признался, что работает над анимационным сериалом «каждый день» и что он «выглядит великолепно». В декабре 2023 года Снайдер сообщил, что работу над сериалом планируется завершить к лету 2024 года, а его премьера может состояться в конце 2024 года или в начале 2025 года. В июне 2024 года была анонсирована дата премьеры — 19 сентября 2024 года.

## Эпизоды
| № | Название                                              | Режиссёр                    | Автор сценария                | Дата премьеры    |
| - | ----------------------------------------------------- | --------------------------- | ----------------------------- | ---------------- |
| 1 | «Выкуп за невесту» «The Bride-Price»                  | Зак Снайдер                 | Эрик Карраско                 | 19 сентября 2024 |
| 2 | «Кощунственное копьё» «Heretic Spear»                 | Джей Олива                  | Кейтлин Пэрриш                | 19 сентября 2024 |
| 3 | «Воронов его порадуешь» «You Will Gladden His Ravens» | Тим Дивар, Эндрю Тамандл    | Питер Аперло                  | 19 сентября 2024 |
| 4 | «Червь» «The Worm»                                    | Дейв Хартман, Эндрю Тамандл | Эрик Карраско, Кейтлин Пэрриш | 19 сентября 2024 |
| 5 | «Бог-стрелочник» «The Scapegoat God»                  | Тим Дивар, Эндрю Тамандл    | Питер Аперло                  | 19 сентября 2024 |
| 6 | «Послушайте теперь вот о чём...» «Now Hear Of...»     | Дейв Хартман, Эндрю Тамандл | Эрик Карраско, Кейтлин Пэрриш | 19 сентября 2024 |
| 7 | «Был бы у меня молот» «If I Had a Hammer»             | Джей Олива                  | Кейтлин Пэрриш, Питер Аперло  | 19 сентября 2024 |
| 8 | «Песня Сигрид» «Song of Sigrid»                       | Зак Снайдер                 | Эрик Карраско                 | 19 сентября 2024 |

## Восприятие
На сайте-агрегаторе рецензий Rotten Tomatoes рейтинг анимационного сериала составляет 75 % на основании 16 рецензий критиков со средней оценкой 6,7 из 10.